# Markús Skeggjason
Markús Skeggjason est un scalde islandais né vers 1040 et mort en 1107. Sa généalogie est récapitulée dans le Landnámabók (S 355 / H 313).
Le Skáldatal indique qu'il fut poète de cour des rois de Danemark Eiríkr Sveinsson et Knútr Sveinsson le Saint et du roi de Suède Ingi Steinkelsson.
C'est à la louange du premier qu'il composa son Eiríksdrápa, dont trente-deux strophes ou demi-strophes ont été conservées, principalement dans la Knýtlinga saga. Le poème se concentre sur les épisodes de la vie du roi en rapport avec la religion : pèlerinages à Rome et en Terre sainte, érection de l'évêché de Lund en archevêché.
Deux citations, l'une dans le Skáldskaparmál de Snorri Sturluson, l'autre dans le Troisième traité grammatical font partie d'un poème en l'honneur du Christ (Kristsdrápa). Le contexte des autres fragments subsistants est inconnu.     
Markús devint lögsögumaðr en 1084, à l'instigation de l'évêque Gizurr Ísleifsson, qu'il aida à instituer la dîme en Islande. Il occupa cette fonction jusqu'à sa mort. 
Il est écrit à son propos, dans la Hungrvaka : « c'était un homme très sage et un très grand poète ».